# Nihilist Blues
Nihilist Blues è un singolo del gruppo musicale britannico Bring Me the Horizon, pubblicato il 26 gennaio 2019 come quinto estratto dal sesto album in studio Amo.

## Descrizione
Il brano ha visto la collaborazione della cantante e musicista synth pop canadese Grimes.
I componenti degli Evanescence Amy Lee, Terry Balsamo, Tim McCord e William Hunt figurano come coautori del brano, insieme ai Bring Me the Horizon, per il riutilizzo di una linea vocale del loro brano Never Go Back, tratto dall'album Evanescence del 2011.

## Video musicale
Un lyric video del brano, diretto da Polygon, è stato pubblicato il 24 gennaio 2019. Codiretto ed editato da Oliver Sykes e con la direzione fotografica di Quentin Merabet, vede la partecipazione delle ballerine Léna Pinon-Lang e Océane Robin.

## Tracce
1. Nihilist Blues (feat. Grimes) – 5:25

## Formazione
Gruppo
- Oliver Sykes – voce
- Lee Malia − chitarra
- Jordan Fish − programmazione, cori
- Matthew Kean − basso
- Matthew Nicholls − batteria

Produzione
- Jordan Fish − produzione
- Oliver Sykes − produzione
- Romesh Dodangoda − ingegneria del suono
- Daniel Morris − assistenza tecnica
- Alejandro Baima − assistenza tecnica
- Francesco Cameli − assistenza tecnica
- Dan Lancaster − missaggio
- Rhys May − assistenza al missaggio
- Ted Jensen − mastering

## Classifiche
| Classifica (2019)                | Posizione massima |
| -------------------------------- | ----------------- |
| Regno Unito                      | 77                |
| Regno Unito (rock & metal)       | 5                 |
| Stati Uniti (rock & alternative) | 45                |